# Kaharole
Kaharole är ett underdistrikt i Bangladesh. Det ligger i den nordvästra delen av landet, 290 km nordväst om huvudstaden Dhaka.
Trakten runt Kaharole består till största delen av jordbruksmark. Runt Kaharole är det tätbefolkat, med 947 invånare per kvadratkilometer.